# Slag bij de Vozja
De Slag bij de Vozja (Russisch: Битва на реке Воже, Bitva na reke Vozje) vond plaats op 11 augustus 1378, ten tijde van de Grote Troebelen. Het was de eerste overwinning van Dmitri van Moskou op de krijgsheer Mamai, die op dat moment de Gouden Horde domineerde.

## Achtergrond
Sinds de dertiende eeuw was het grootvorstendom Moskou een vazalstaat van de Gouden Horde. Na het ontstaan van een successieoorlog in 1359, plus meerdere uitbraken van de Zwarte Dood, heerste in het rijk van de Gouden Horde chaos. Twee decennia lang (1359-1382), bekend als de Grote Troebelen, heerste er anarchie. Een lange reeks kort regerende khans zette elkaar af of vermoordde elkaar, om daarna hetzelfde lot te ondergaan. Mamai kwam naar voren als de machtigste Mongoolse krijgsheer, maar hij was geen borjigin, afstammeling van Dzjengis Khan.
Terwijl de hegemonie van de Gouden Horde wankelde, zaten verschillende Roes' vazalvorstendommen onderling oorlog te voeren en in het machtsvacuüm te springen. Vorsten zoals Dmitri van Soezdal, Michaël van Tver en Dmitri van Moskou probeerden zoveel mogelijk medestanders rond zicg te verzamelen. Vanaf rond 1370 begonnen de Roes' prinsen zichzelf te verrijken en betaalden minder tribuut; zowel Moskou als Tver bleken corrupt en ongehoorzaam aan Saraj  De kan gaf Mamai de opdracht de prinsen een lesje te leren.

## Slag
De twee legers ontmoetten elkaar aan de rivier de Vozja. Na een succesvolle verkenning slaagde Dmitri erin de doorwaadbare plaats te blokkeren die de Tataren wilden gebruiken om de rivier over te steken. De formatie van de Russen had de vorm van een boog met Dmitri in het centrum. Na lang wachten besloot aanvoerder Begich de rivier over te steken, met de bedoeling de Russen aan beide kanten te omsingelen. De aanval van de Tataarse cavalerie werd echter afgeslagen en de Russen gingen over tot een tegenaanval. De Tataren begonnen te panikeren en trokken zich wanordelijk terug. Velen van hen verdronken in de rivier, Begich zelf werd gedood. 

## Vervolg
Twee jaar later ging Mamai zelf ten aanval en ontmoette Dmitri in de slag op het Koelikovo-veld.